# آريان رينهارت
آريان رينهارت (بالإنجليزية: Ariane Rinehart)‏ مواليد 13 أبريل 1994 في ميزوري، الولايات المتحدة، هي ممثلة أمريكية بدأت مسيرتها الفنية عام 2011.

## وصلات خارجية
- آريان رينهارت على موقع IMDb (الإنجليزية)
- آريان رينهارت على موقع ألو سيني (الفرنسية)
- آريان رينهارت على موقع أول موفي (الإنجليزية)
- آريان رينهارت على موقع ديسكوغز (الإنجليزية)
- آريان رينهارت على موقع قاعدة بيانات الفيلم (الإنجليزية)
- آريان رينهارت على موقع كينوبويسك (الروسية)